# Église Sainte-Thérèse (Vilnius)
Pour les articles homonymes, voir Église Sainte-Thérèse et Église Sainte-Thérèse-d'Avila.
L'église Sainte-Thérèse est une église paroissiale catholique de style baroque, située au sud de la vieille ville de Vilnius, à proximité de la porte de l'Aurore et du monastère orthodoxe du Saint-Esprit.
Suivant les horaires, les messes sont en latin, lituanien ou polonais.

## Histoire

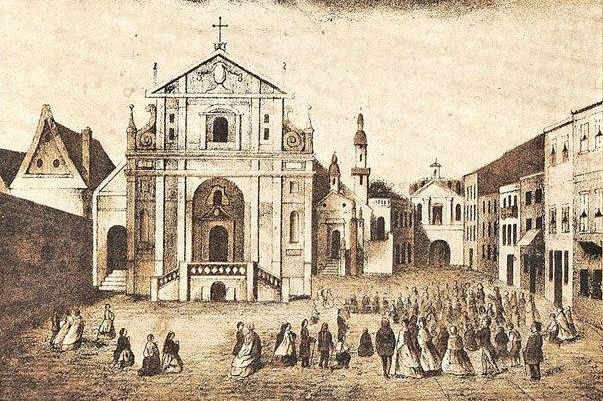
Vers 1860.

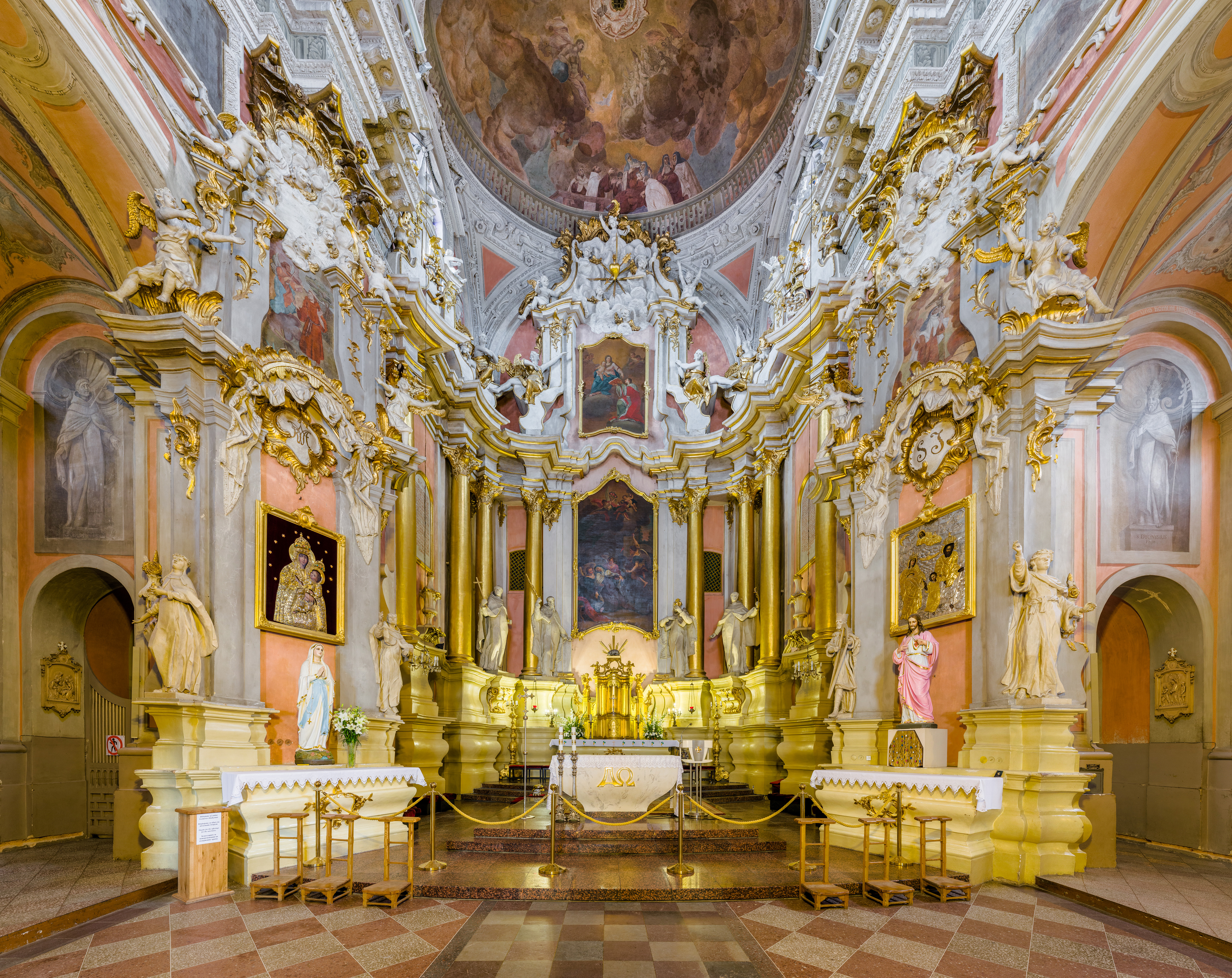
Le maître-autel baroque.

Les Carmes déchaux venus de Lublin avaient fait construire une petite église de bois pour leur couvent en 1627. quelques années plus tard, ils en font construire une plus grande en pierre grâce aux dons du vice-chancelier du grand-duché de Lituanie (rattaché à la Pologne par l'Union de Lublin), Michel-Christophe Pac. Consacrée au milieu du XVIIe siècle à la grande mystique carmélite sainte Thérèse d'Avila, l'église est de type basilical, avec une façade ressemblant aux églises jésuites de l'époque. Elle est probablement construite par l'architecte Ulrich Gosius qui fut l'auteur du palais Radziwill de la ville. La façade, quant à elle, fut certainement dessinée par l'architecte italien Constantino Tencalo qui dessina la chapelle Saint-Casimir abritant les reliques de saint Casimir de Pologne dans la cathédrale de Vilnius.
L'église souffre de graves incendies vers 1749 et en 1760. Elle est restaurée, comme d'autres églises de la ville, par le fameux architecte germano-balte Johann Christoph Glaubitz qui lui rajoute un petit clocher. Des fonds viennent de toute l'Europe. L'intérieur est entièrement décoré en style rococo. Le maître-autel est surmonté d'un tableau de Szymon Czechowicz représentant la Vierge à l'Enfant-Jésus avec saint Casimir et d'un autre tableau représentant l'extase de sainte Thérèse. Les moines participent à la défense de la ville pendant l'insurrection de Kościuszko de 1794. L'église et le couvent sont endommagés par les troupes napoléoniennes pendant la campagne de Russie de 1812. Le couvent est transformé en caserne et le mobilier liturgique est dérobé. Napoléon séjourne à Vilna fin juin et début juillet 1812. l'architecte Canut Rusiecki (1800-1860) restaure l'ensemble. On rajoute une galerie en 1829 de style néo-classique qui relie l'église à la chapelle de la Vierge miraculeuse de la porte de l'Aurore, chère au cœur des patriotes polonais qui manifestent régulièrement devant ses murs. Les autorités russes décident finalement de fermer le couvent et de disperser les Carmes en 1844. L'église devient alors simple église paroissiale et le couvent des Carmes est donné au monastère orthodoxe du Saint-Esprit. Il est transformé en école catholique de filles en 1868.
L'église Sainte-Thérèse est restaurée à la fin du XIXe siècle. Elle est une des quelques églises de la ville, comme Saint-Nicolas où l'on célèbre, à partir de 1912, des messes (en latin évidemment à cette époque) dont les sermons sont en lituanien, dans une ville alors à majorité polonaise. L'église est restaurée dans le courant des années 1920.
Lorsque Vilnius était Wilno et appartenait à la nouvelle république de Pologne, entre les deux guerres, le couvent servait de foyer pour jeunes filles et d'école professionnelle. Il est rendu aux Carmes en 1931. Selon les dernières volontés du défunt maréchal Pilsudski, son cœur est placé dans l'église en 1935. Il est enterré un an plus tard au cimetière de Rasos.
Parmi les donateurs de l'église qui appartenaient autrefois aux grandes familles aristocratiques polonaises et lituaniennes, on remarque la princesse Louise-Marie de France, dite Madame Louise, fille de Louis XV et de Marie Leszczynska, qui priait pour le salut de son père, alors qu'il avait pour maîtresse Madame du Barry. Elle entra au carmel de Saint-Denis et prit ensuite le nom de Mère Thérèse de Saint-Augustin (dont l'héroïcité des vertus a été proclamée par Pie IX en 1873). Son portrait se trouve dans la sacristie.
Le couvent est sécularisé après la guerre par les autorités de la république socialiste soviétique de Lituanie et transformé à nouveau en foyer pour étudiants. L'église est restaurée dans les années 1970. Elle n'est pas fermée au culte.

## Galerie

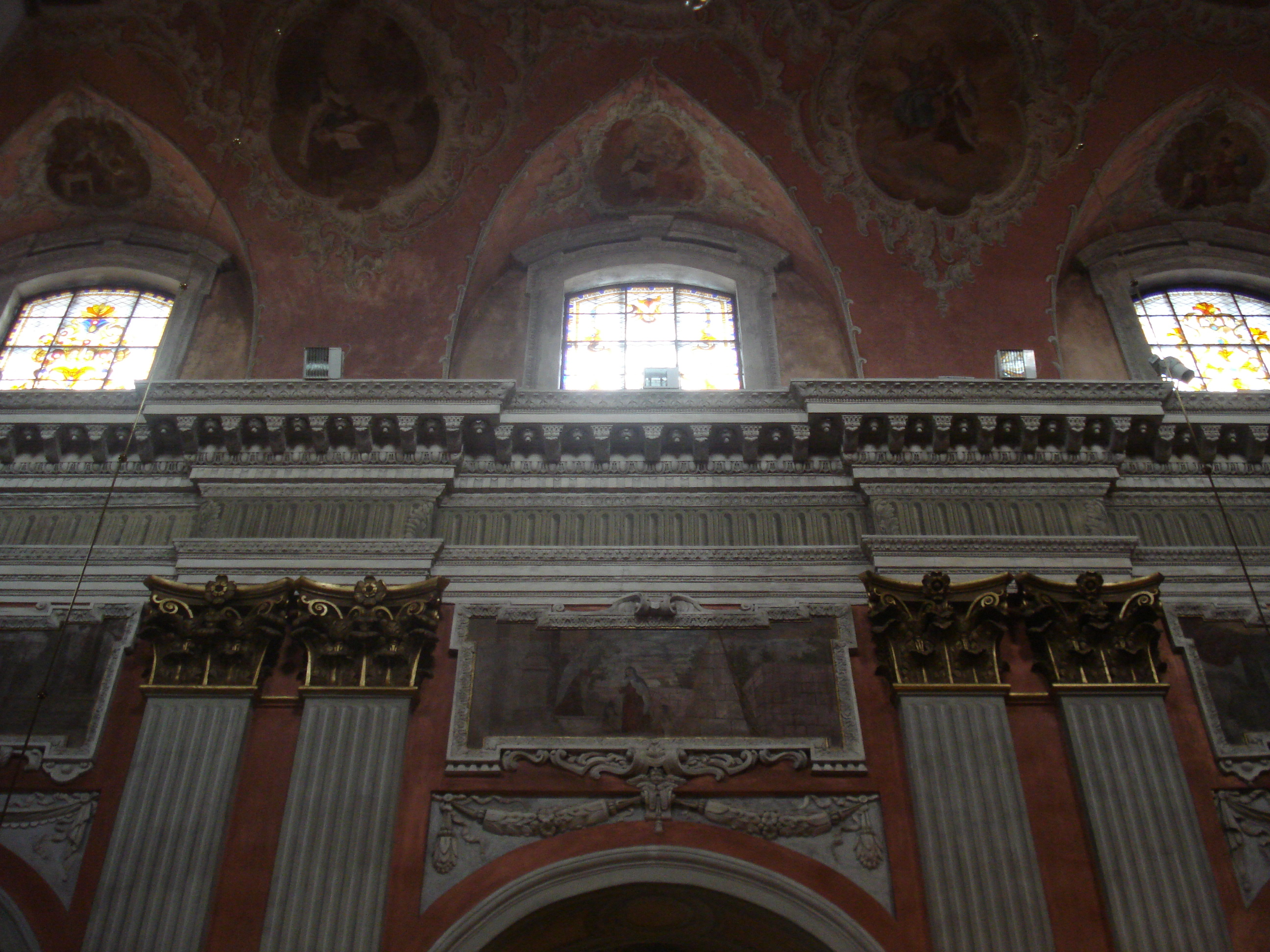
Pilastres et fresques relatant la vie de sainte Thérèse d'Avila.
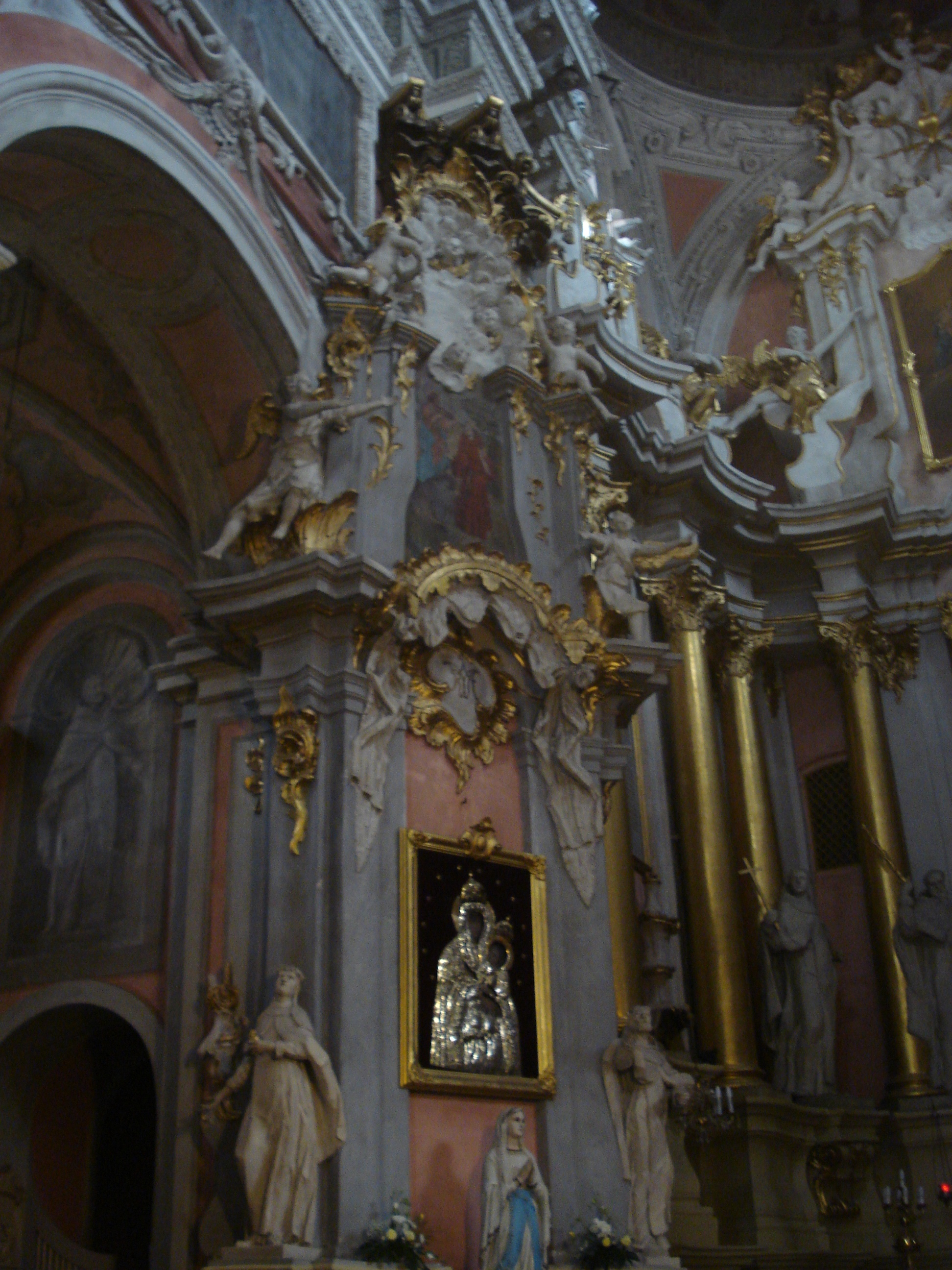
Autel latéral de gauche consacré à Notre Dame.
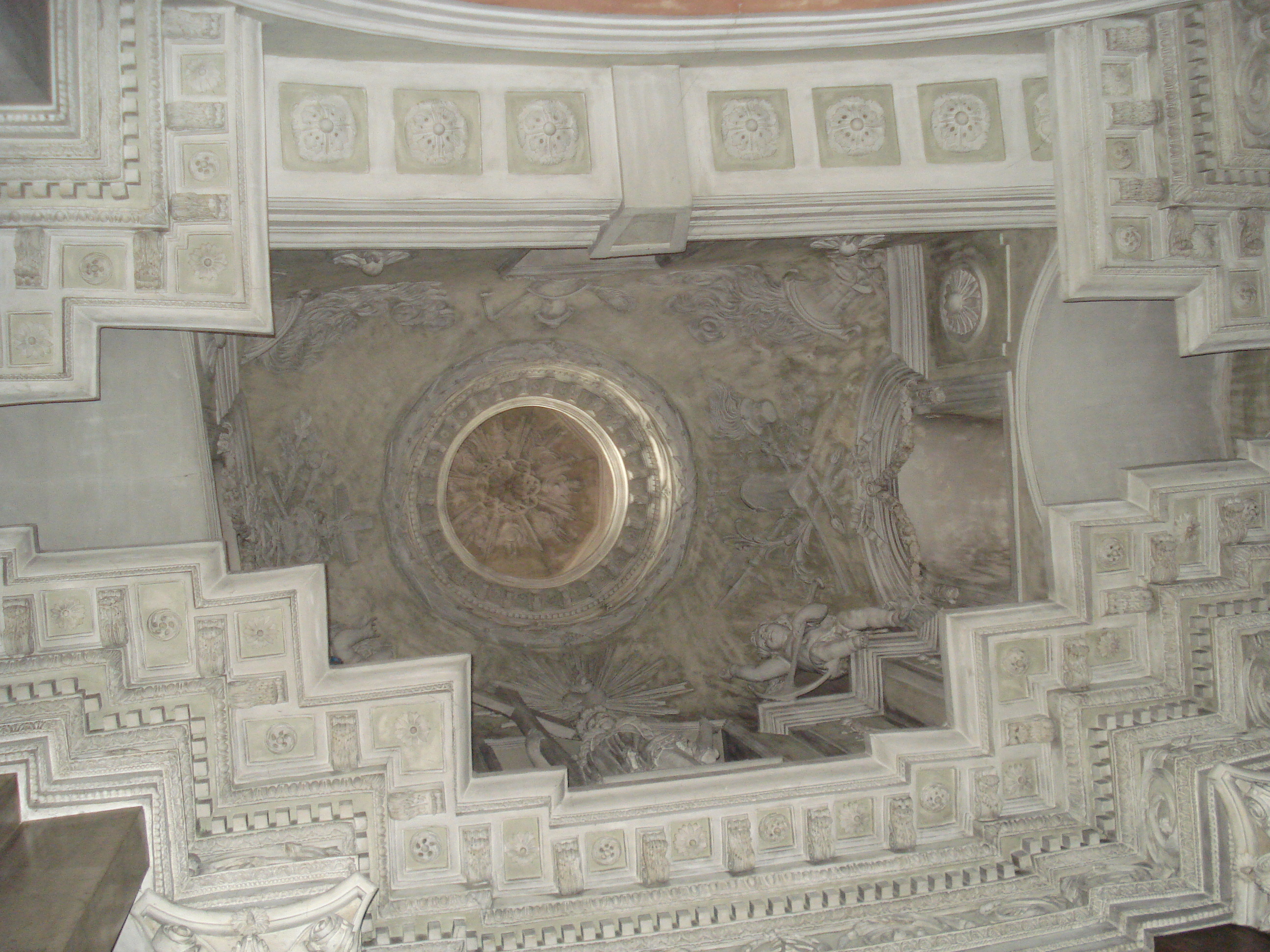
Détail du plafond de la chapelle des Pociej[3].
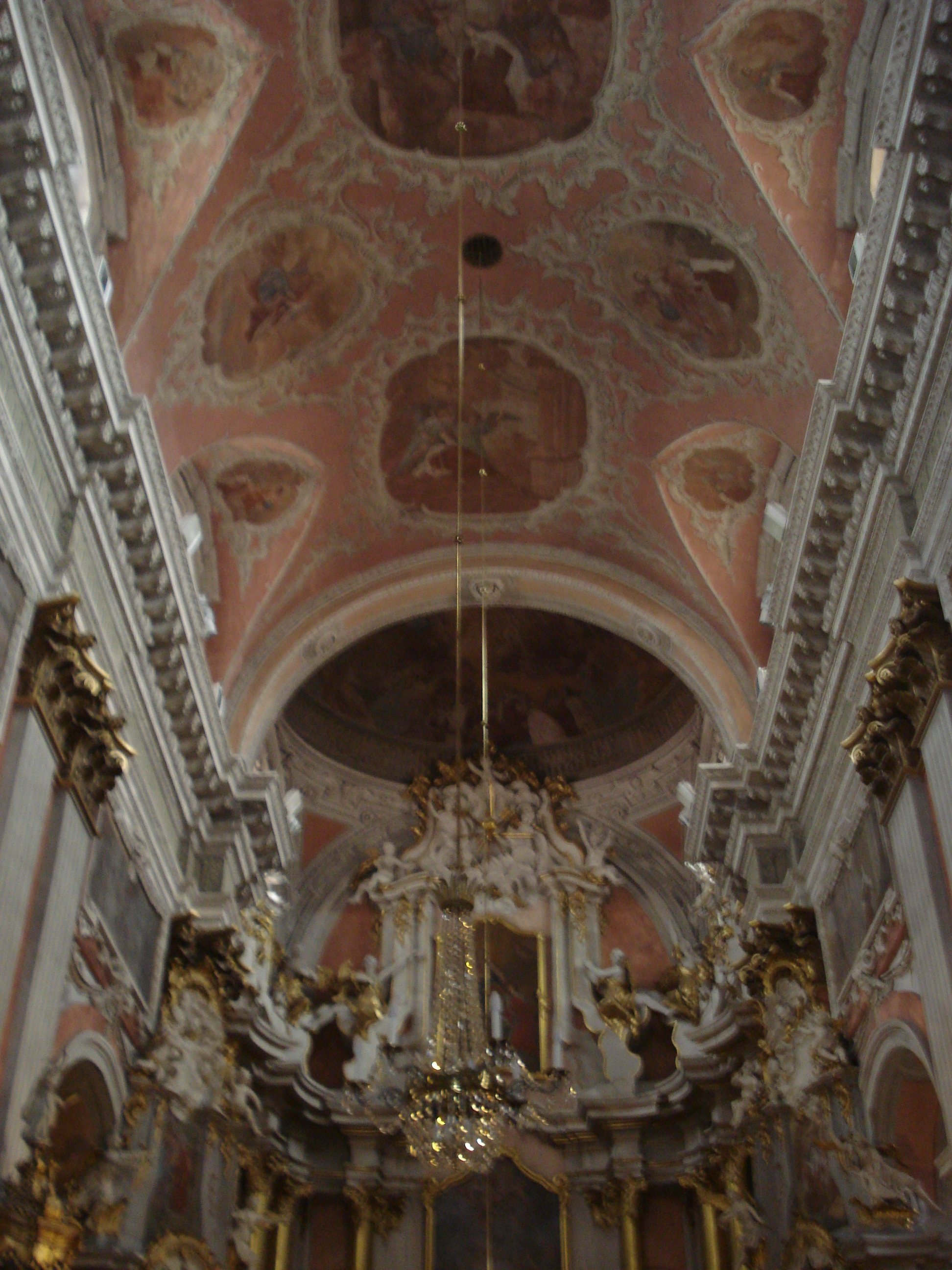
Plafond rococo de la nef.
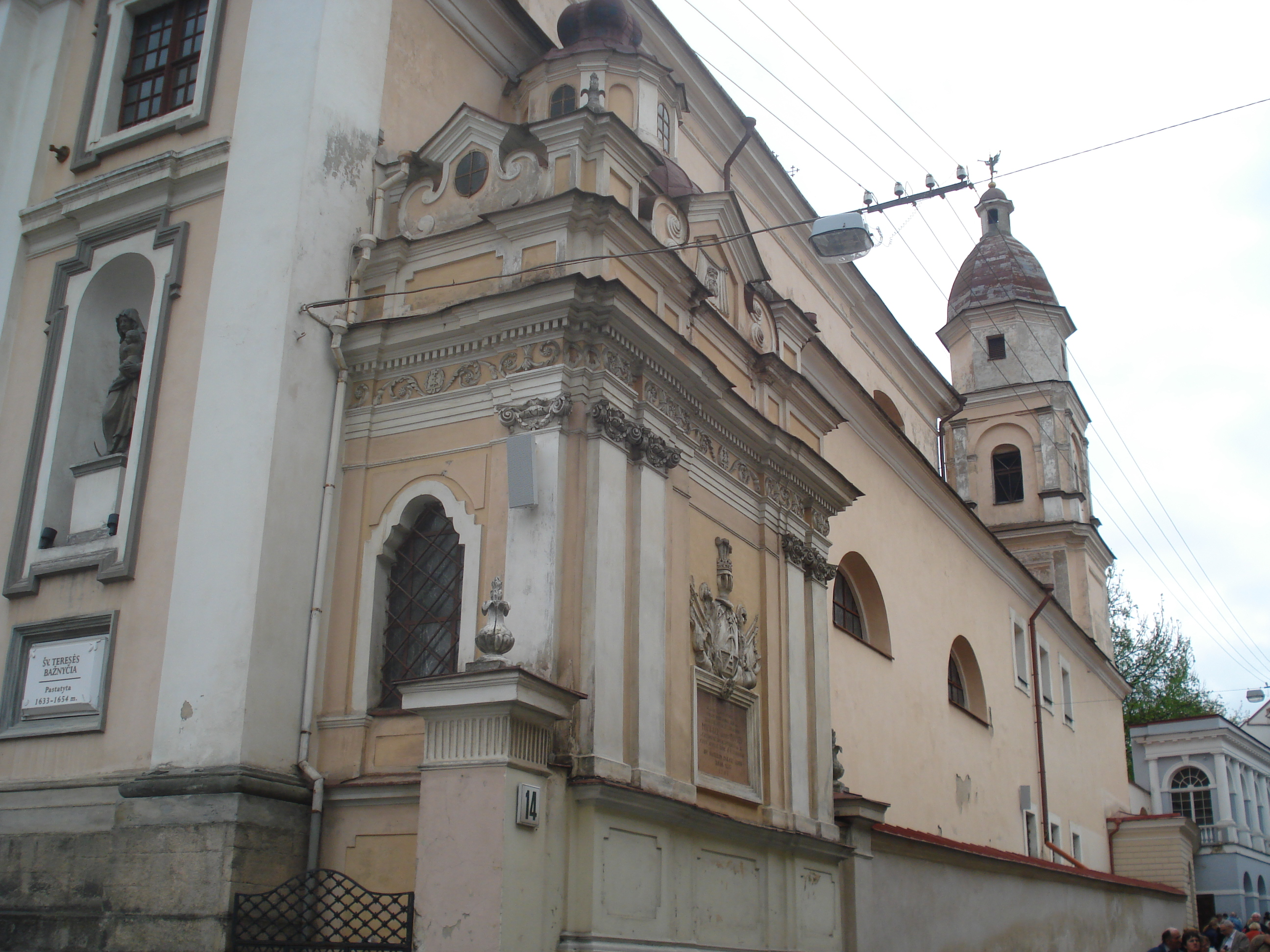
Côté ouest vers la Porte de l'Aurore, façade de la chapelle latérale Pociej.
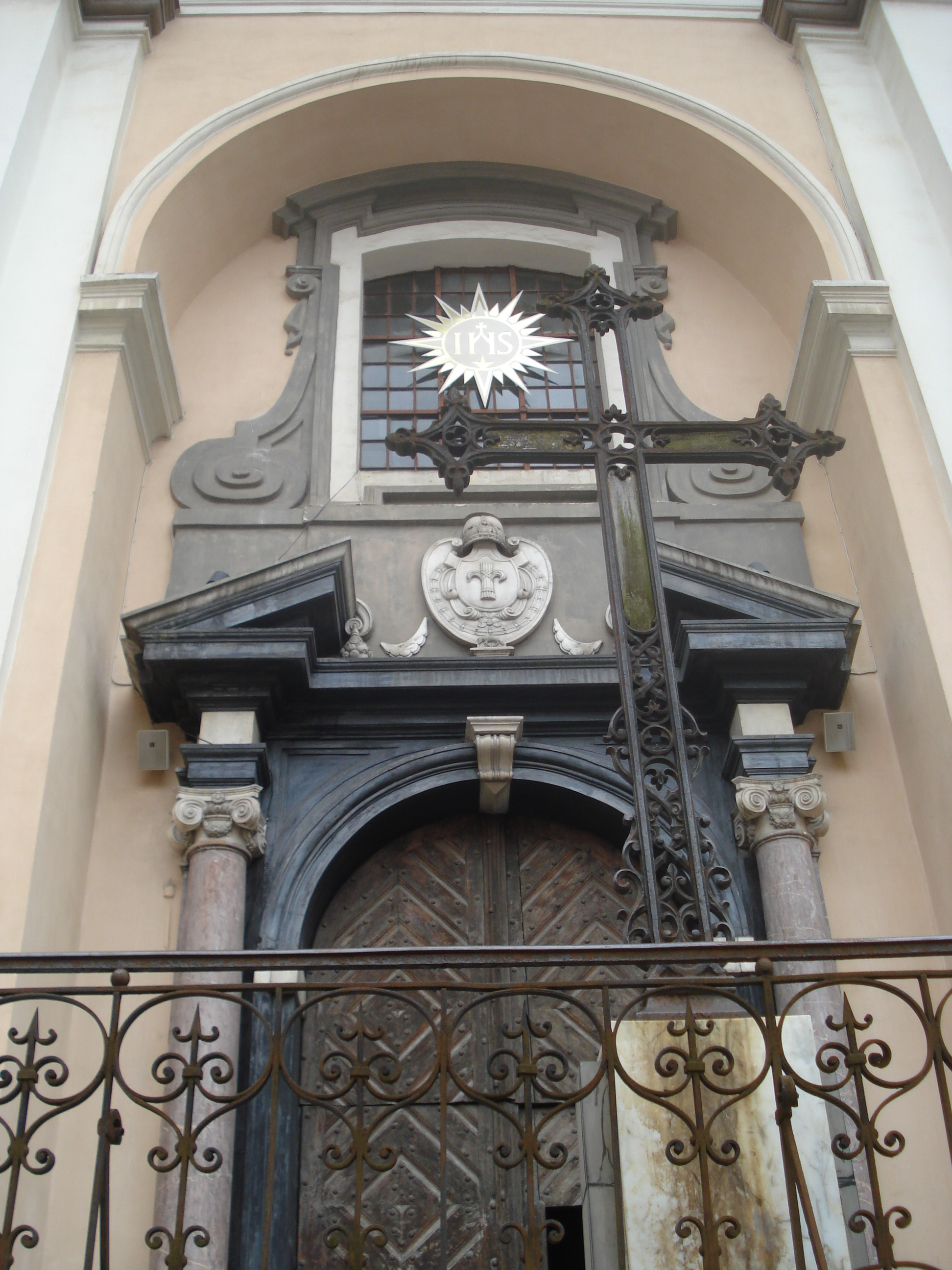
Entrée de l'église.